# Lower Siang
Der Distrikt Lower Siang ist ein Distrikt im indischen Bundesstaat Arunachal Pradesh. Sitz der Distriktverwaltung ist Likabali.

## Geschichte
Am 22. September 2017 wurde der Distrikt aus Gebieten der beiden Distrikte East Siang und West Siang geschaffen. Bereits 2018 wurde der nordöstliche Teil des neuen Distrikts abgetrennt, als der Distrikt Lepa-Rada geschaffen wurde.

## Geografie
Der Distrikt Lower Siang liegt im Nordteil von Arunachal Pradesh an der Grenze zu Assam. Der Distrikt grenzt im Nordwesten und Norden an den Distrikt Upper Subansiri, im Nordosten an den Distrikt Lepa-Rada, im Osten an den Distrikt East Siang, im Süden an Assam sowie im Westen an den Distrikt Kamle. Die Fläche des Distrikts Lower Siang beträgt 1863 km². Das Gebiet ist fast vollständig von Wald bedeckt und teilweise Bergland. Die wichtigsten Flüsse sind der Subansiri, der Simen und der Sidan.

## Bevölkerung

### Übersicht
Nach der Volkszählung 2011 hat der Distrikt Lower Siang 22.630 Einwohner. Bei 12,1 Einwohnern pro Quadratkilometer ist der Distrikt nur dünn besiedelt. Die Bevölkerungsentwicklung ist mit seinem schwachen Wachstum untypisch für Indien. Zwischen 2001 und 2011 stieg die Einwohnerzahl um 4,8 Prozent. Der Distrikt ist ländlich geprägt und hat eine durchschnittliche Alphabetisierung. Es gibt keine Dalits (scheduled castes), aber sehr viele Angehörige der anerkannten Stammesgemeinschaften (scheduled tribes).

### Bevölkerungsentwicklung
Im Gegensatz zum übrigen Indien wächst die Einwohnerzahl im Distrikt Lower Siang seit Jahrzehnten nur noch schwach. Die Circles Gensi, Likabali und Nari decken das Gebiet seit 1981 in heutigem Umfang ab. In späteren Jahren entstanden aus Teilen dieser drei Circles die anderen fünf Circles. Die Zunahme betrug in den Jahren 2001–2011 rund 5 Prozent (4,79 %). In diesen zehn Jahren nahm die Bevölkerung um rund 1000 Menschen zu. Die genauen Zahlen verdeutlicht folgende Tabelle:

### Bedeutende Orte
Es gibt im Distrikt keine einzige städtische Siedlung. Der Hauptort Likabali zählt 462 Einwohner.

### Bevölkerung des Distrikts nach Geschlecht
Der Distrikt hatte seit 1981 immer mehr männliche wie weibliche Einwohner. Dies ist typisch für weite Gebiete Indiens. Die Verteilung der Geschlechter sieht wie folgt aus:
| Verteilung der Bevölkerung nach Geschlecht im Distrikt Lower Siang |                   |                   |                   |                   |                   |                   |                   |                   |
|                                                                    | Volkszählung 1981 | Volkszählung 1981 | Volkszählung 1991 | Volkszählung 1991 | Volkszählung 2001 | Volkszählung 2001 | Volkszählung 2011 | Volkszählung 2011 |
| Anzahl                                                             | Anteil            | Anzahl            | Anteil            | Anzahl            | Anteil            | Anzahl            | Anteil            |                   |
| GESAMT                                                             | 15.642            | 100 %             | 20.629            | 100 %             | 21.596            | 100 %             | 22.630            | 100 %             |
| Männer                                                             | 8262              | 52,82 %           | 10.893            | 52,80 %           | 11.181            | 51,77 %           | 11.544            | 51,01 %           |
| Frauen                                                             | 7380              | 47,18 %           | 9736              | 47,20 %           | 10.415            | 48,23 %           | 11.086            | 48,99 %           |

### Volksgruppen
In Indien teilt man die Bevölkerung in die drei Kategorien general population, scheduled castes und scheduled tribes ein. Die scheduled castes (anerkannte Kasten) mit (2011) 0 Menschen (0,00 Prozent der Bevölkerung) werden heutzutage Dalit genannt (früher auch abschätzig Unberührbare betitelt). Die scheduled tribes sind die anerkannten Stammesgemeinschaften mit (2011) 17.865 Menschen (78,94 Prozent der Bevölkerung), die sich selber als Adivasi bezeichnen. Zu ihnen gehören in Arunachal Pradesh 104 Volksgruppen. Aufgrund der Sprache (Zahlen für die Volksgruppen sind nur bis Distriktshöhe veröffentlicht) sind die Adi und Miri/Mishing die wichtigsten Gruppen innerhalb der anerkannten Stammesgemeinschaften im Distrikt. Die anerkannten Stammesgemeinschaften sind in allen Circles in der Mehrheit mit Bevölkerungsanteilen zwischen 60,55 % im Circle Nari und 98,74 % im Circle Sibe.

### Bevölkerung des Distrikts nach Sprachen
Eine deutliche Mehrheit der Bevölkerung im Distrikt Lower Siang spricht eine tibetobirmanische Sprache. Die weitverbreitetste Sprachgruppe ist Adi (17.674 Personen oder 78,10 %; mit Talgalo, Gallong, Adi und Miniyong). Zweitstärkste einheimische Sprachgruppe ist Bodo/Boro (870 Personen oder 3,84 %) vor Miri/Mishing (283 Personen oder 1,25 %). Unter den Sprachen der Zugewanderten ist Nepali vor der Sprachgruppe Hindi (796 Personen oder 3,52 %; mit Hindi und Bhojpuri), Bengali (731 Personen oder 3,23 %) und Assami die meistgesprochene Muttersprache.
Adi ist in allen Circles die Muttersprache der Bevölkerungsmehrheit und in allen Circles mit Ausnahme von Nari sehr dominant. Alle Minderheitensprachen haben in den Circles Likabali, Nari und New Seren ihre Hochburgen. Die Verteilung der Einzelsprachen sieht wie folgt aus:
| Jahr                                   | Talgalo | Talgalo | Gallong | Gallong | Nepali | Nepali | Bodo/Boro | Bodo/Boro | Adi  | Adi    | Bengali | Bengali | Assami | Assami | Hindi | Hindi  | Miniyong | Miniyong | Gesamt | Gesamt   |
| Jahr                                   | Zahl    | %       | Zahl    | %       | Zahl   | %      | Zahl      | %         | Zahl | %      | Zahl    | %       | Zahl   | %      | Zahl  | %      | Zahl     | %        | Zahl   | %        |
| -------------------------------------- | ------- | ------- | ------- | ------- | ------ | ------ | --------- | --------- | ---- | ------ | ------- | ------- | ------ | ------ | ----- | ------ | -------- | -------- | ------ | -------- |
| 2011                                   | 9658    | 42,68 % | 6630    | 29,30 % | 1164   | 5,14 % | 844       | 3,73 %    | 815  | 3,60 % | 590     | 2,61 %  | 578    | 2,55 % | 512   | 2,26 % | 504      | 2,23 %   | 22.630 | 100,00 % |
| Quelle: Ergebnis der Volkszählung 2011 |         |         |         |         |        |        |           |           |      |        |         |         |        |        |       |        |          |          |        |          |

### Bevölkerung des Distrikts nach Bekenntnissen
Der Distrikt ist religiös gemischt mit einer relativen Mehrheit an Christen. Beinahe gleich stark ist die Anhängerschaft der Ethnischen Religionen; daneben gibt es eine starke hinduistische Minderheit. Alle anderen Glaubensgemeinschaften bilden nur kleine Minderheiten. Allerdings gibt es in der religiösen Zusammensetzung große Unterschiede zwischen den Circles. Mitglieder der Ethnischen Religionen und des Christentums sind in allen Circles stark vertreten. In den Circles Sibe (86,17 %), Gensi (65,73 %) und Kangku (57,36 %) sind die Ethnischen Religionen die stärkste Glaubensgemeinschaft und die Bevölkerungsmehrheit. In den Circles Kora (61,54 %), Koyu (57,96 %) und New Seren (57,15 %) trifft dies für die Christen zu. Die Circles Likabali und Nari sind religiös stark gemischt. Im Circle Likabali sind die Christen (47,47 %) vor den Anhängern Ethnischer Religionen (28,23 %) und den Hindus (21,21 %) stärkste Glaubensgemeinschaft. Und im Circle Nari gibt es mit 36,14 % eine relative Mehrheit für die Hindus und 33,25 % Christen sowie 28,86 % Anhänger Ethnischer Religionen. Die genaue religiöse Zusammensetzung der Bevölkerung zeigt folgende Tabelle:
| Jahr                                   | Buddhisten | Buddhisten | Christen | Christen | Hindus | Hindus  | Jainas | Jainas | Muslime | Muslime | Sikhs | Sikhs  | Andere | Andere  | keine Angaben | keine Angaben | Gesamt | Gesamt   |
| Jahr                                   | Zahl       | %          | Zahl     | %        | Zahl   | %       | Zahl   | %      | Zahl    | %       | Zahl  | %      | Zahl   | %       | Zahl          | %             | Zahl   | %        |
| -------------------------------------- | ---------- | ---------- | -------- | -------- | ------ | ------- | ------ | ------ | ------- | ------- | ----- | ------ | ------ | ------- | ------------- | ------------- | ------ | -------- |
| 2011                                   | 74         | 0,33 %     | 9462     | 41,81 %  | 4311   | 19,05 % | 13     | 0,06 % | 225     | 0,99 %  | 17    | 0,08 % | 8478   | 37,46 % | 50            | 0,22 %        | 22.630 | 100,00 % |
| Quelle: Ergebnis der Volkszählung 2011 |            |            |          |          |        |         |        |        |         |         |       |        |        |         |               |               |        |          |

## Bildung
Trotz bedeutender Anstrengungen ist das Ziel der vollständigen Alphabetisierung noch weit entfernt. Der Alphabetisierungsgrad der Männer liegt über dem der Frauen, wie beinahe überall in Indien. Dies zeigt die folgende Tabelle:
| Alphabetisierung im Distrikt Lower Siang |                   |                   |
| Einheit                                  | Volkszählung 2011 | Volkszählung 2011 |
| Einheit                                  | Anzahl            | Anteil            |
| GESAMT                                   | 13.790            | 70,52 %           |
| Männer                                   | 7580              | 76,12 %           |
| Frauen                                   | 6210              | 64,71 %           |
| Quelle: Ergebnis der Volkszählung 2011   |                   |                   |

## Verwaltungsgliederung
Der heutige Distrikt ist in die acht Circles (Kreise) Gensi, Kangku, Kora, Koyu, Likabali, Nari, New Seren und Sibe unterteilt.